# Kastell Op de Hoge Woerd
Das Kastell „Op de Hoge Woerd“ war ein römisches Auxiliarkastell nebst Hafenanlage und Zivilsiedlung (Vicus) am Niedergermanischen Limes, der seit 2021 zum UNESCO-Weltkulturerbe gehört. Das heutige Bodendenkmal liegt auf dem Gebiet von Vleuten-De Meern, einem Wijk (Stadtteil) der Gemeinde Utrecht in der niederländischen Provinz Utrecht. Das römische Militärlager ist möglicherweise identisch mit dem in spätantiken und frühmittelalterlichen Dokumenten erwähnten Fletio (auch: Fletione).

## Lage, Quellen und Forschungsgeschichte

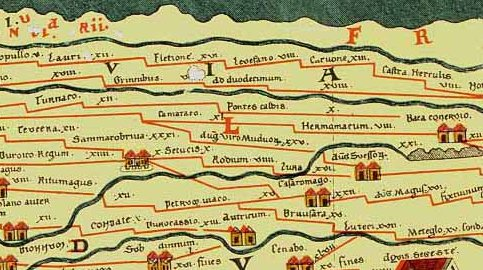
Fletione auf der Tabula Peutingeriana

Topographisch lag die Garnison am östlichen Ufer eines in nachrömischer Zeit verlandeten und weiter nach Westen verlagerten, in den Oude Rijn mündenden Flüsschens namens Mare, auf einer heute Hoge Woerd genannten Geländeerhebung (bis zu 3,5 m über dem umgebenden Geländeniveau), nördlich des kanalisierten Leidsche Rijn. Das umliegende Gelände bestand aus einer sumpfigen Landschaft, die von häufigen Verlagerungen der Flussrinnen geprägt war und in der sich – rund 50 Kilometer hinter der Küste in einer Zeit, in der das Rhein-Maas-Delta noch nicht gegen das Meer geschützt und die Flüsse noch nicht eingedeicht waren – die Tiden und irregulären Fluten der Nordsee in ihrer zerstörerischen Wirkung noch deutlich bemerkbar machten.
Das auf der hochmittelalterlichen, auf spätantike Quellen zurückgehenden Tabula Peutingeriana als Fletione bezeichnete Kastell befand sich in antiker Zeit zwischen Traiectum (Utrecht, 5,5 km östlich von Fletio) und Laurium (Woerden, gut 10 km westlich). Außer auf der Tabula Peutingeriana fand Fletio auch Erwähnung in der Kosmographie von Ravenna, einem geographischen Werk aus dem späten 7./frühen 8. Jahrhundert. Dennoch, und trotz der sprachlichen Ähnlichkeit zwischen den Namen Fletio und Vleuten, gilt die Gleichsetzung von Fletio mit dem Garnisonsplatz auf der Hoge Woerd als nicht unproblematisch, da eindeutige epigraphische Beweise fehlen und herkömmlich eine Verschreibung für das klar belegte Fectio vorliegen kann.
Über das Aufkommen von römischen Funden wird kontinuierlich seit dem 16. Jahrhundert berichtet, wissenschaftliche Ausgrabungen fanden erst seit den 1940er Jahren statt. In den nächsten Jahrzehnten kam es zunächst nur zu vereinzelten Untersuchungen. Diese Situation änderte sich jedoch deutlich, seit ab Mitte der 1990er Jahre das Siedlungsgebiet der Stadt Utrecht durch den Neubau von 35.000 Wohnungen, verbunden mit entsprechenden Erschließungsmaßnahmen, massiv nach Westen expandierte, wodurch bauvorgreifende und baubegleitende archäologische Maßnahmen in großem Stil erforderlich wurden. Diese begannen im Jahre 1996 und werden seitdem nahezu ohne Unterbrechungen bis heute fortgesetzt. Die bisherigen Forschungsergebnisse fanden in der von der Abteilung Erbgut der Gemeinde Utrecht herausgegebenen Publikationsreihe „Basisrapportages Archeologie“ (BRArch) mit bisher 187 Folgen ihren Niederschlag. Weitere Ausgaben befinden sich in Vorbereitung.

## Kastell

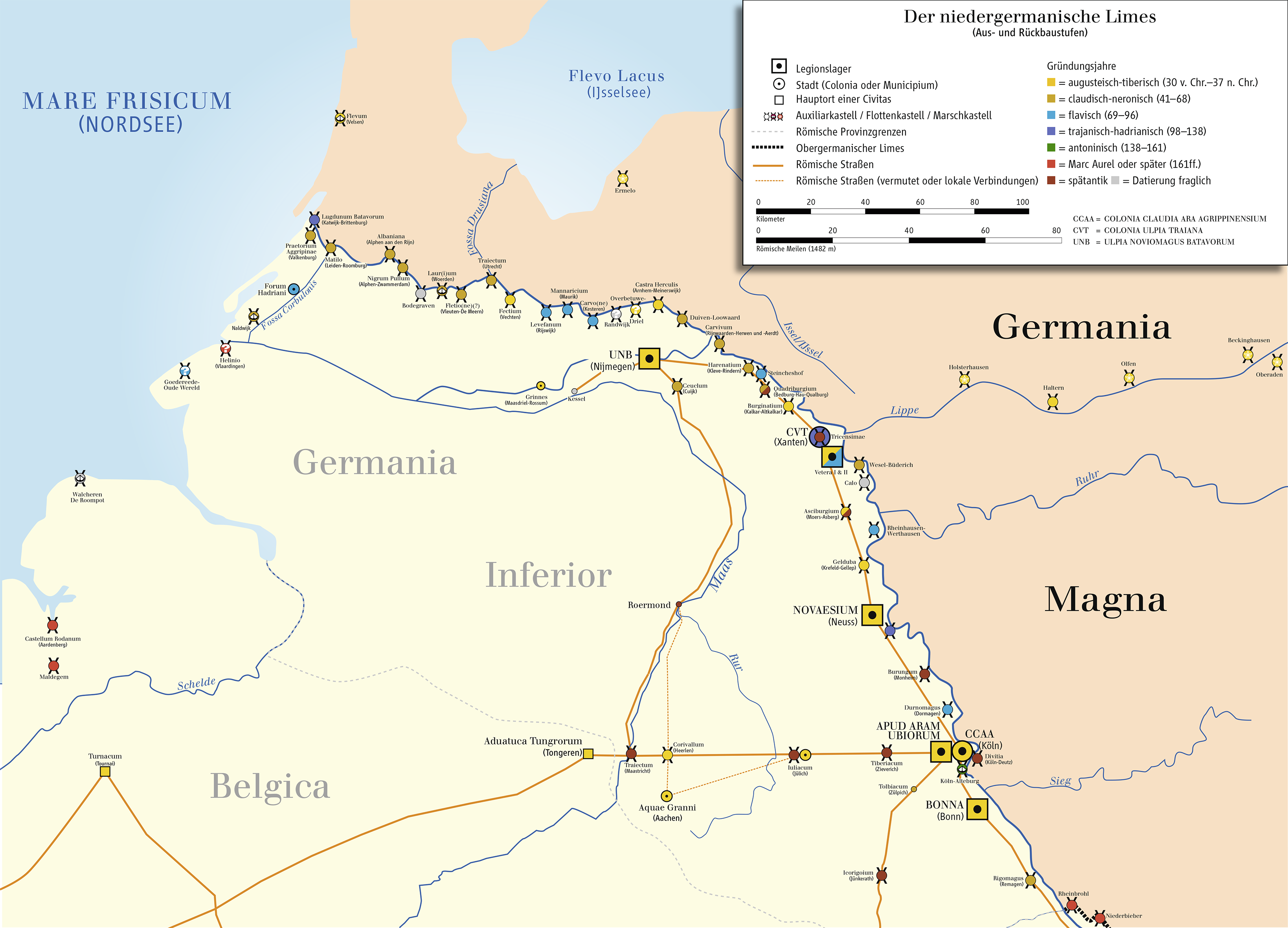
Fletio im Verlauf des Niedergermanischen Limes

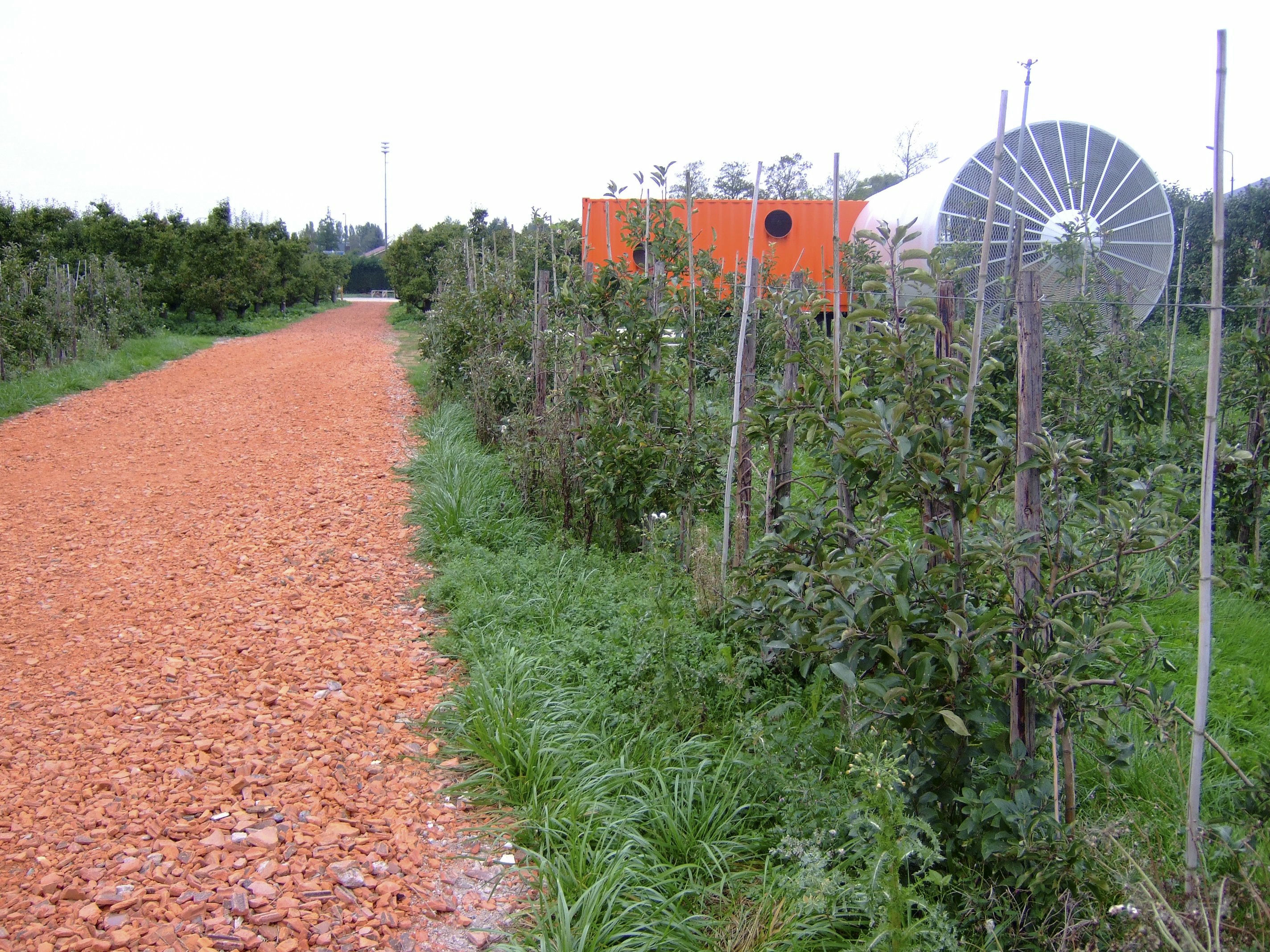
Links die rekonstruierte
Via Principalis, rechts das Besucherzentrum Archeoregio 13

Fletio gehört zu der Gruppe von Kastellen, die im Jahre 47 n. Chr. zur defensiven Verstärkung der nördlichen Rheingrenze angelegt wurden, als Gnaeus Domitius Corbulo unter Kaiser Claudius Oberbefehlshaber (legatus Augusti pro praetore) des niedergermanischen Heeresbezirks (Exercitus Germaniae Inferioris) war. Es diente der Kasernierung einer aus dieser frühen Phase namentlich nicht bekannten Kohorte – einer Infanterieeinheit von knapp 500 Mann Stärke – und war zunächst als Holz-Erde-Lager ausgeführt. Dieses erste Kastell hatte Bestand bis zum Jahre 69 n. Chr., als es – wie fast alle anderen Garnisonen Niedergermaniens – während des Bataveraufstandes zerstört wurde.
Nach der Niederschlagung des Aufstandes und der Überwindung des Bürgerkrieges wurde das Militärlager zunächst wieder in Holz-Erde-Bauweise neu errichtet. Ziegelstempel weisen auf die Cohors XV voluntariorum civium Romanorum (15. Kohorte Freiwilliger römischen Bürgerrechts), die aber wahrscheinlich nur die Ziegel lieferte oder bestenfalls einen Bautrupp abkommandierte. Stammeinheit der Garnison wurde die Cohors I classica pia fidelis Domitiana (1. Kohorte Flottensoldaten mit dem Beinamen die Fromme und Treue des Domitian), eine Formation, die entweder ursprünglich aus Matrosen rekrutiert worden war, oder die eine Art antiker Marineinfanterie darstellte.
Um 150 wurde das Militärlager in ein Steinkastell umgebaut. Um 270/275 wurde das Kastell im Zusammenhang der Rücknahme des Limes auf die weiter südlich gelegene Linie der Waal aufgegeben.
Der Grundriss des Lagers wurde zwischen 1940 und 1994 durch einige kleinere Ausgrabungen ermittelt und 1991/1992 mittels Bohrungen und Widerstandsmessungen bestätigt. Es hatte die Form eines Rechtecks, das mit den Seitenlängen von rund 85 m × 120 m (entspricht 1,03 Hektar) zu den kleineren Anlagen seiner Art gehörte. Mit der langen Prätorialfront (Vorderseite) war es nach Westen, zum Fluss hin ausgerichtet. Die Umfassungsmauer besaß auf jeder Seite ein von Türmen flankiertes Tor. Türme an den abgerundeten Kastellecken sowie Zwischentürme waren hingegen nicht auszumachen. Von den Innenstrukturen wurden insbesondere die Principia (Stabsgebäude), eine Mannschaftsbaracke mit ihren Contubernia und ein Stück der Via Principalis (die das Lager durchquerende und die Principia passierende Lagerhauptstraße) erfasst. Die Via Principalis war an ihrer Westseite von einem oder mehreren Gebäuden mit Portikus begrenzt. In ihrer letzten Ausbauphase bestand die Straßendecke aus verdichtetem Ziegelschutt. In dieser Form ist sie auf einer Länge von rund 175 m nördlich des Lagers rekonstruiert worden.

## Vicus und Balineum
Der Vicus, die zivile Siedlung, die bei nahezu jedem römischen Kastell anzutreffen ist und in der sich die Angehörigen der Soldaten sowie Gastwirte, Prostituierte, Veteranen, Handwerker, Händler und andere Dienstleister niederließen, schmiegte sich in Form eines Straßendorfes im Norden, Osten und Westen um das Militärlager. Seine Nordsüdausdehnung betrug rund 550 m, seine Breite variierte geringfügig um die 100 m.

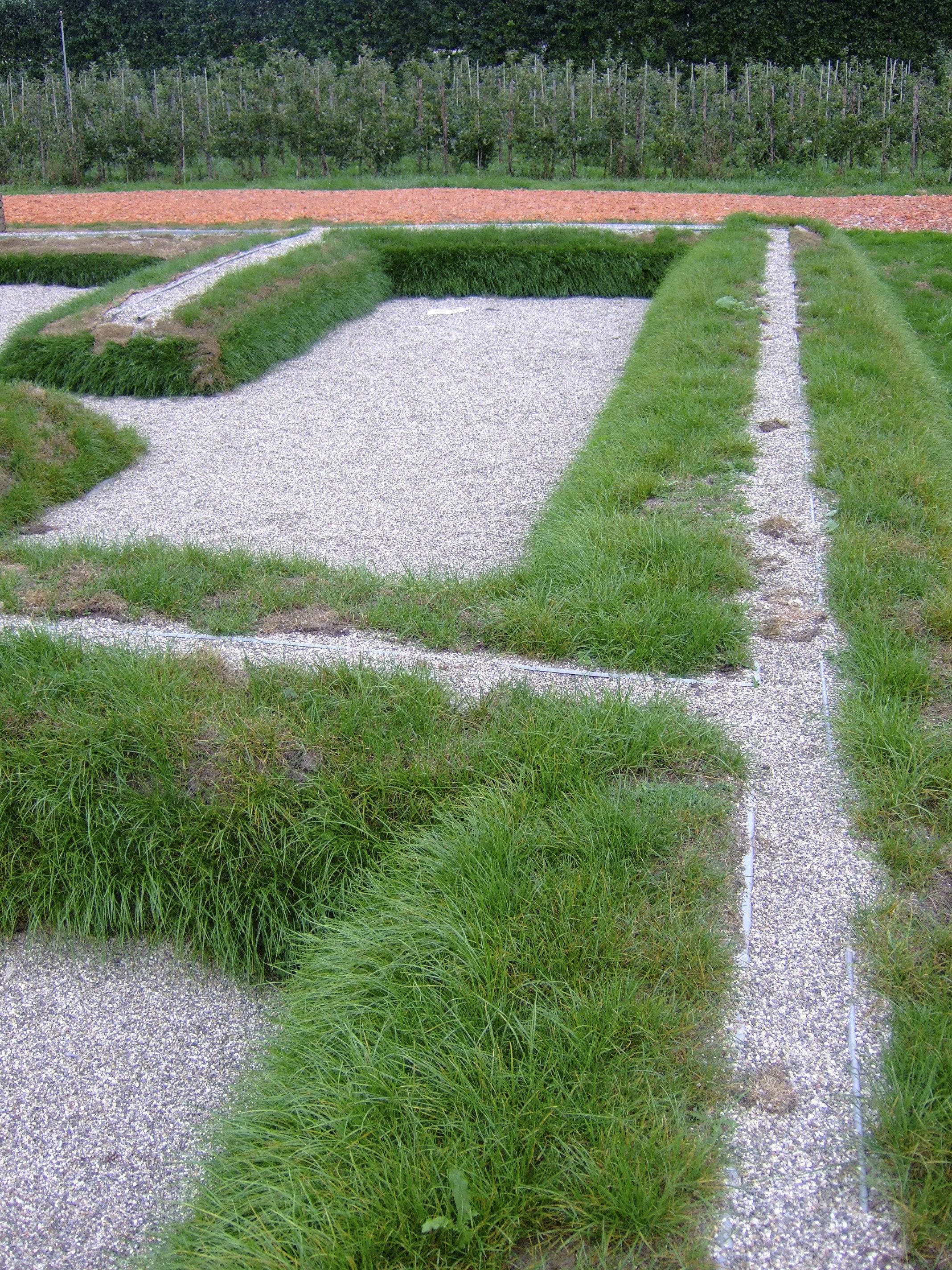
Teil der Grundrissrekonstruktion der Kastellthermen

Bereits 1940 waren unmittelbar nördlich des Kastells die Spuren eines Steingebäudes ermittelt worden.
Durch Keramikfunde aus diesem Bereich ließ sich das Gebäude auf die Zeit um das Jahr 180 datieren. Die Untersuchungen konnten jedoch infolge des Zweiten Weltkrieges nicht weiter fortgesetzt werden. Versuche, in den Jahren 1973 und 1992 die Konturen des Bauwerks exakt zu ermitteln, verliefen negativ. Erst durch elektrische Widerstandsmessungen im Jahre 2006 konnte ein Gebäude mit einer Größe von 16 m mal 30 m ermittelt werden, das als die Thermen des Kastells anzusprechen ist. Eine Grundrissrekonstruktion im Gelände macht Größe und räumlichen Aufbau des Kastellbades deutlich.

## Gräberfelder
Die in der Literatur anzutreffenden Begriffe „Gräberfeld Nord“ (18 Gräber), „Gräberfeld Südwest“ (7 Gräber) und „Gräberfeld Südost“ (36 Gräber) können ein wenig irreführend sein, weil sie sich alle drei auf die südlich/südöstlich des Kastells und des Vicus gelegenen Friedhöfe beziehen und die mit Sicherheit anzunehmenden nördlichen Grablegungen nicht berücksichtigen. Die ausgrabende Archäologin Annemarie Luksen-IJtsma weist in ihrer Publikation auch explizit darauf hin, dass diese Bereiche als verschiedene „Cluster“ ein und desselben Gräberfeldes verstanden werden müssen, für das es keine faktische räumliche und zeitliche Trennung gibt. In den drei genannten Bereichen sowie an drei isolierten Stellen konnten im Jahr 2004 insgesamt 64 Gräber untersucht und ihre Inventare geborgen werden. Davon waren 46 % Brandgrubengräber, 30 % Brandschüttungsgräber und 8 % Urnengräber. 16 % ließen sich nicht mehr näher bestimmen. Die Belegung des Gräberfeldes erfolgte von der zweiten Hälfte des ersten Jahrhunderts (flavische Zeit) bis zur ersten Hälfte des dritten Jahrhunderts, wobei die Urnengräber ausschließlich dem zweiten Jahrhundert zugewiesen werden konnten. In 27 Gräbern (= 42 %) wurden verbrannte tierische Knochen nachgewiesen.

## Limesstraße und Wachtürme
Kastell und Vicus sind über einen nordsüdlich verlaufenden Anbindungsweg mit der Limesstraße verbunden. Der Weg folgt zunächst der in südsüdwestlicher Richtung verlaufenden Achse der Via Principalis, knickt aber unmittelbar südlich des Lagers um knapp 50° nach Südsüdost ab und strebt in dieser Flucht auf die knapp einen Kilometer südlich des Lagers verlaufende Limesstraße von Castra Herculis nach Lugdunum Batavorum zu. Die Straße war im Bereich von Fletio zwischen acht und neun Meter breit und beidseitig von Drainagegräben flankiert. Im Bereich des Anschlusses der Verlängerung der Via Principalis des Lagers an die Rheintalstraße konnten bei der Ausgrabung LR60 aus einem der Drainagegräben insgesamt 1024 Keramikscherben aus handgeformter Irdenware mit einem Gesamtgewicht von 49 kg geborgen werden. Dadurch konnten die insgesamt sieben Straten der Grabenverfüllung wie folgt datiert werden
| Schicht | Anzahl | Gewicht in g | von               | bis               | Ereignis                                                            |
| 1       | 14     | 442          | unbekannt         | 2. Jahrhundert    | Ende der Verlandung                                                 |
| 3–4     | 110    | 3119         | 70 bis 80 n. Chr. | unbekannt         | Fortschreitendes Verlanden des Grabens                              |
| 5       | 96     | 6702         | um 40 n. Chr.     | 70 bis 80 n. Chr. | Bau einer Brücke (um 40 n. Chr.) während der zunehmenden Verlandung |
| 5–6     | 71     | 2904         | 10 bis 20 n. Chr. | 70 bis 80 n. Chr. | Siehe Schicht 5 und Schicht 6                                       |
| 6       | 724    | 35.396       | 10 bis 20 n. Chr. | um 40 n. Chr.     | Beginn der Verlandung                                               |
| 7       | 9      | 458          | 10 bis 20 n. Chr. | 10 bis 20 n. Chr. |                                                                     |

Nur kurze Zeit nach der Entdeckung des Schiffes De Meern 1 (siehe weiter unten) im Jahre 1997 wurden in der Nähe von Vleuterweide die Fundamente eines Wachturms gefunden. Dabei handelte es sich zu diesem Zeitpunkt um einen sensationellen Erstfund, da solche Wachtürme am Niederrhein nicht erwartet worden waren. Allmählich wurde deutlich, dass der „Nasse Limes“ viel stärker überwacht worden war, als man zuvor angenommen hatte. Er war in regelmäßigen Abständen in Blickweite (etwa 1,5 km) mit Wachtürmen ausgestattet. Durch Signalfeuer oder Rauchzeichen konnten die Besatzungen der Türme miteinander und mit den rückwärtigen Kastellen kommunizieren, so dass ein Alarm in relativ kurzer Zeit an die nächstgelegene Garnison weitergeleitet werden konnte. Die Türme dienten der Überwachung des Flusses und der Rheintalstraße. Der Turm von Vleuterweide war von einer Palisade und von einem wassergefüllten und mit spitzen Annäherungshindernissen versehenen Graben umgeben. Der Grundriss des Turmes maß 3 mal 3 Meter, seine Höhe belief sich wahrscheinlich auf fünf Meter. Er hatte zwei Stockwerke. Die erste Bauphase datiert um das Jahr 40, die zweite Phase um das Jahr 160 n. Chr. Der Grundriss des Wachturms wurde im Gelände rekonstruiert und ist öffentlich zugänglich. Inzwischen konnten an mehreren Standorten im Gebiet westlich von Utrecht ähnliche Wachtürme nachgewiesen werden, die zum Teil bis zum Jahr 260 in Funktion waren.

## Uferbefestigungen und Schiffsfunde
Bereits 1960 wurden Uferbefestigungen und Anlegestege südwestlich des Kastellgeländes entdeckt. 1994 erfolgte die Feststellung von Uferbefestigungen auch nordwestlich des Lagers.

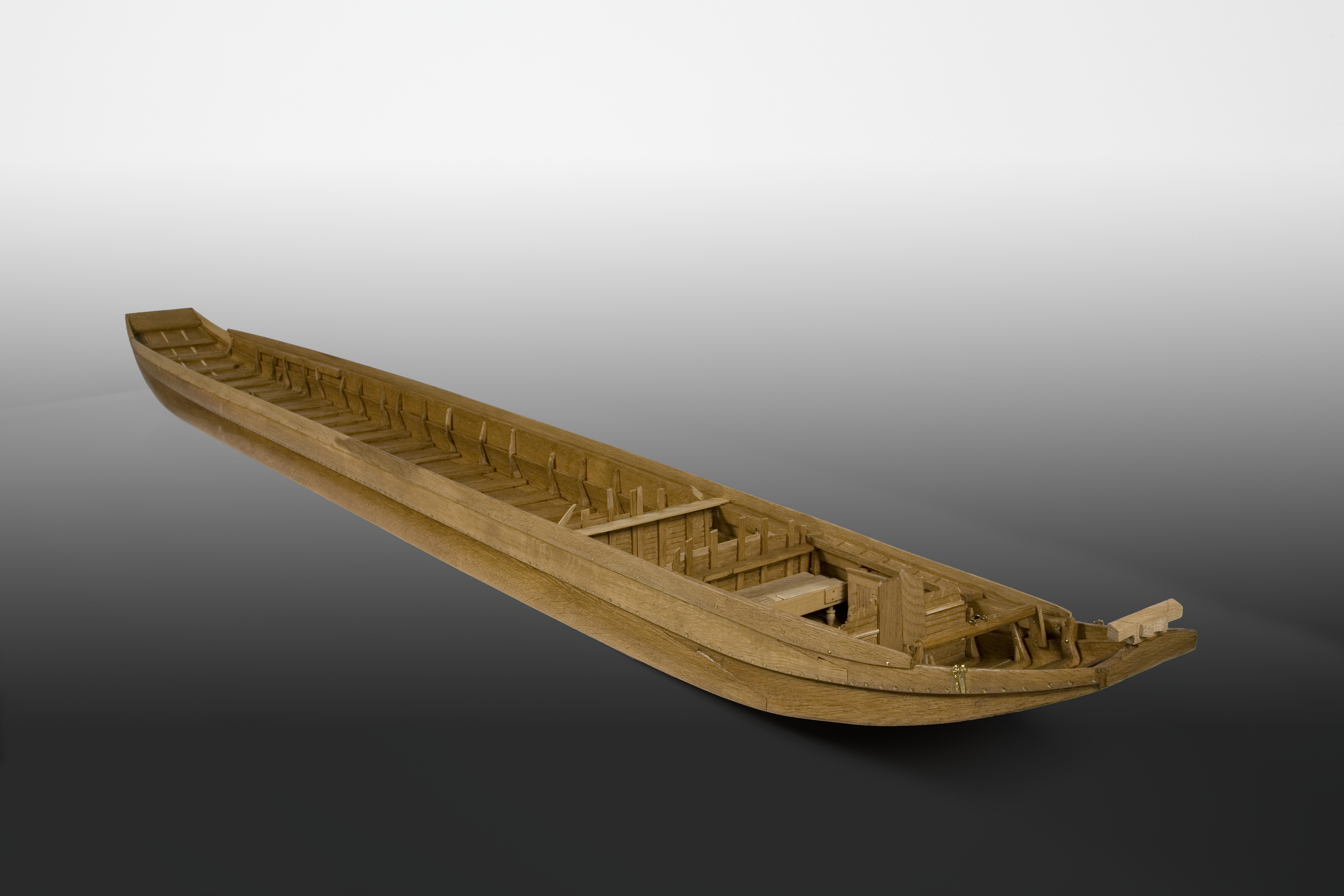
Modell von De Meern 1

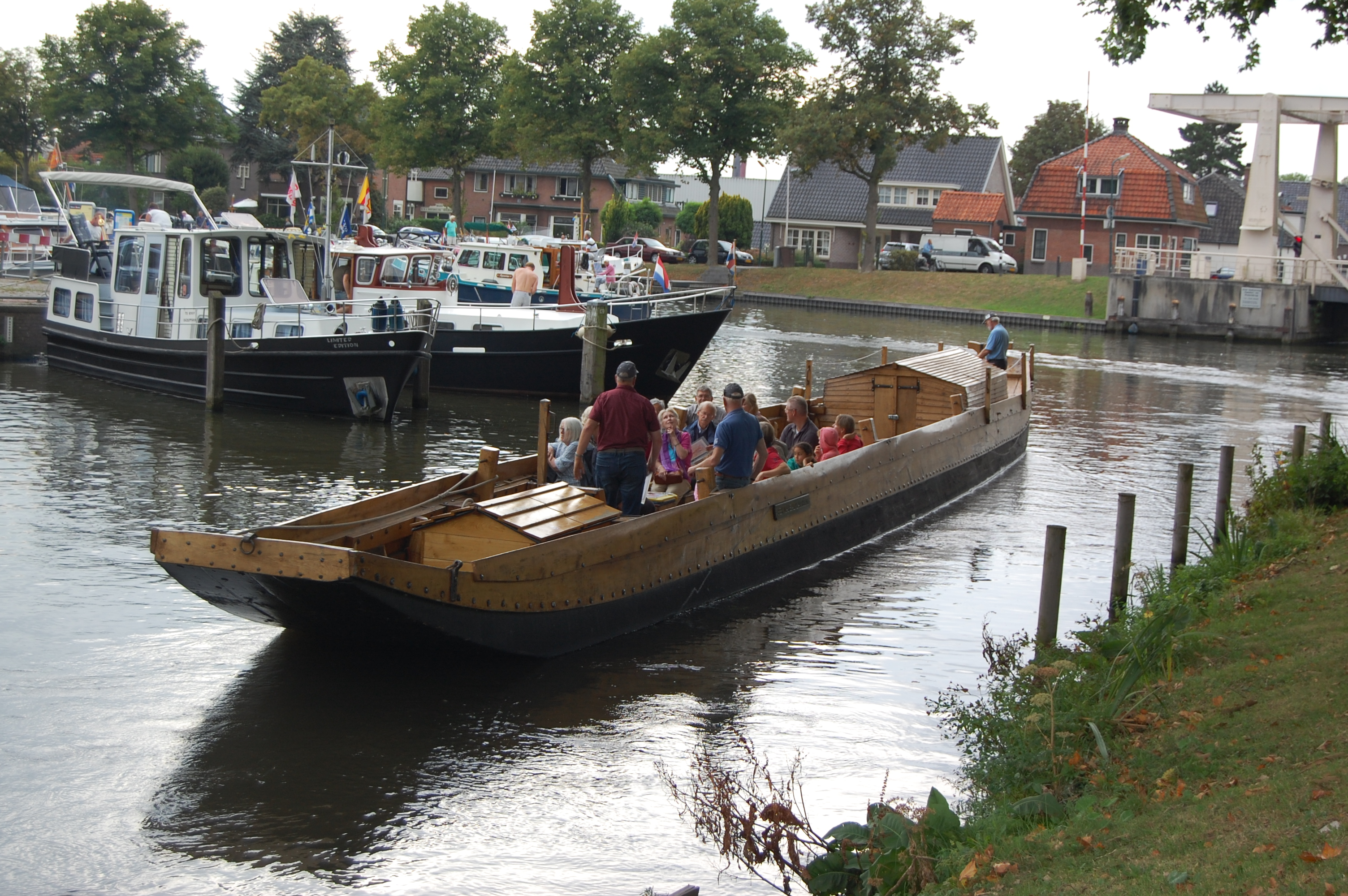
Nachbau von Meern 1 in Woerden

Neben Laurium (Woerden) und Nigrum Pullum (Zwammerdam) ist Vleuten-De Mern der bedeutendste Fundplatz römischer Schiffe in Nordwesteuropa, nicht zuletzt weil die in diesem Teil der Niederlande unter dem Meeresspiegel gelegenen, permanent feuchten Böden die Hölzer natürlich konserviert haben. Im Gebiet von de Meern konnten insgesamt die Reste von sechs verschiedenen Wracks geborgen werden, die in der Fachliteratur von „De Meern 1“ bis „De Meern 6“ durchnummeriert wurden.
- De Meern 1 wurde 1997 entdeckt[35], 2003 geborgen und anschließend vom Rijksdienst voor het Cultureel Erfgoed (Reichsdienst für das kulturelle Erbgut des Ministeriums für Erziehung, Kultur und Wissenschaften) in dessen Niederlassung in Lelystad konserviert. Das Schiff ist ein Prahm aus niederländischem Eichenholz, dessen Fälldatum dendrochronologisch auf das Jahr 148 n. Chr. ± 6 datiert werden konnte. De Meern 1 wurde mindestens zweimal in der zweiten Hälfte des zweiten Jahrhunderts (Fälldaten 157 und 164) ausgebessert und war vermutlich 50 bis 60 Jahre in Gebrauch, wofür die Beifunde von Ledersandalen sprechen, die einen Zuschnitt besaßen, wie er in den Jahren 190 bis 200 en vogue war. Das Schiff war rund 25 Meter lang und gut zweieinhalb Meter breit. Als Decksaufbau war eine Kapitänskajüte vorhanden, in der sich bei den Untersuchungen noch eine Werkzeugkiste und persönliche Gegenstände des Schiffsführers befanden. Neben den Funden sprachen auch die Befunde dafür, dass der Prahm in größter Eile verlassen wurde und schnell gesunken ist, möglicherweise bei einem verunglückten Anlegemanöver.[36][37] Der Prahm De Meern 1 diente als Vorbild für den Schiffsnachbau Per Mare ad Laurium.[38] Das Originalschiff ist heute im Museum „Castellum Hoge Woerd“ ausgestellt.

- De Meern 4 wurde 2003 entdeckt, eine Woche nach der Bergung von De Meern 1 und nur rund 150 m östlich davon gelegen[39]. 2005 fanden die wissenschaftlichen Untersuchungen an einem freigelegten Teilbereich des Schiffes statt. Es ist ein Prahm aus niederländischer Eiche, deren Fälldatum sich auf das Jahr 85 n. Chr. ± 5 datieren ließ. Damit ist De Meern 4 das älteste jemals in Nordwesteuropa gefundene römische Frachtschiff. Die einzelnen Planken waren mit Holzdübeln und -zapfen verbunden. Die maximal wahrgenommene Breite des Schiffes betrug 4,75 m. Bei einem postulierten Breiten-Längen-Verhältnis von 1:7 wurde die anzunehmende Länge auf knapp 30 m bis maximal knapp 35 m geschätzt. De Meern 4 weist in den Konstruktionsmerkmalen sowohl auf mediterrane als auch auf lokale Schiffbautraditionen hin und dürfte eine einzigartige Mischform aus beiden darstellen. Nach den Untersuchungen wurde De Meern 4 aus Gründen des Denkmalschutzes in situ im Erdboden belassen.[40][41]
- De Meern 6 wurde im Jahr 2008 gefunden. Bei ihr handelt es sich um eine dem niederländischen Punter[42] ähnelnde Schiffsform mit sehr geringem Tiefgang. Die maximalen Breiten- und Längenmaße betrugen 1,05 m zu 9,00 m, der Tiefgang dürfte 10 cm nicht überschritten haben. Zur Verbindung der Spanten mit der Beplankung fanden im Gegensatz zur Bauweise bei De Meern 1 und De Meern 4 Nägel Verwendung. Das Boot weist auf italische Schiffsbautradition und stammt möglicherweise aus dem dritten Jahrhundert.[43] De Meern 6 diente als Vorbild für den Schiffsnachbau Fiducia.

Die Funde zu De Meern 2 und De Meern 3 sind Fragmente von Einbäumen aus dem zweiten Jahrhundert. De Meern 5 wurde vor einigen Jahrzehnten entdeckt, jedoch ist der Fundort inzwischen nicht mehr lokalisierbar.
- Siehe auch den separaten Artikel Schiffsfunde von Vleuten-De Meern.

## Zivile Ansiedlungen außerhalb des militärischen Komplexes
Südöstlich des Vicus, ebenfalls südöstlich unmittelbar an das nördliche Gräberfeld anschließend und im Osten von einem nordsüdlich verlaufenden Graben begrenzt wurden Spuren einer einheimischen Zivilsiedlung festgestellt. Die Siedlung war von der späten Latènezeit bis um das Jahr 110 bewohnt.

## „Castellum Hoge Woerd“

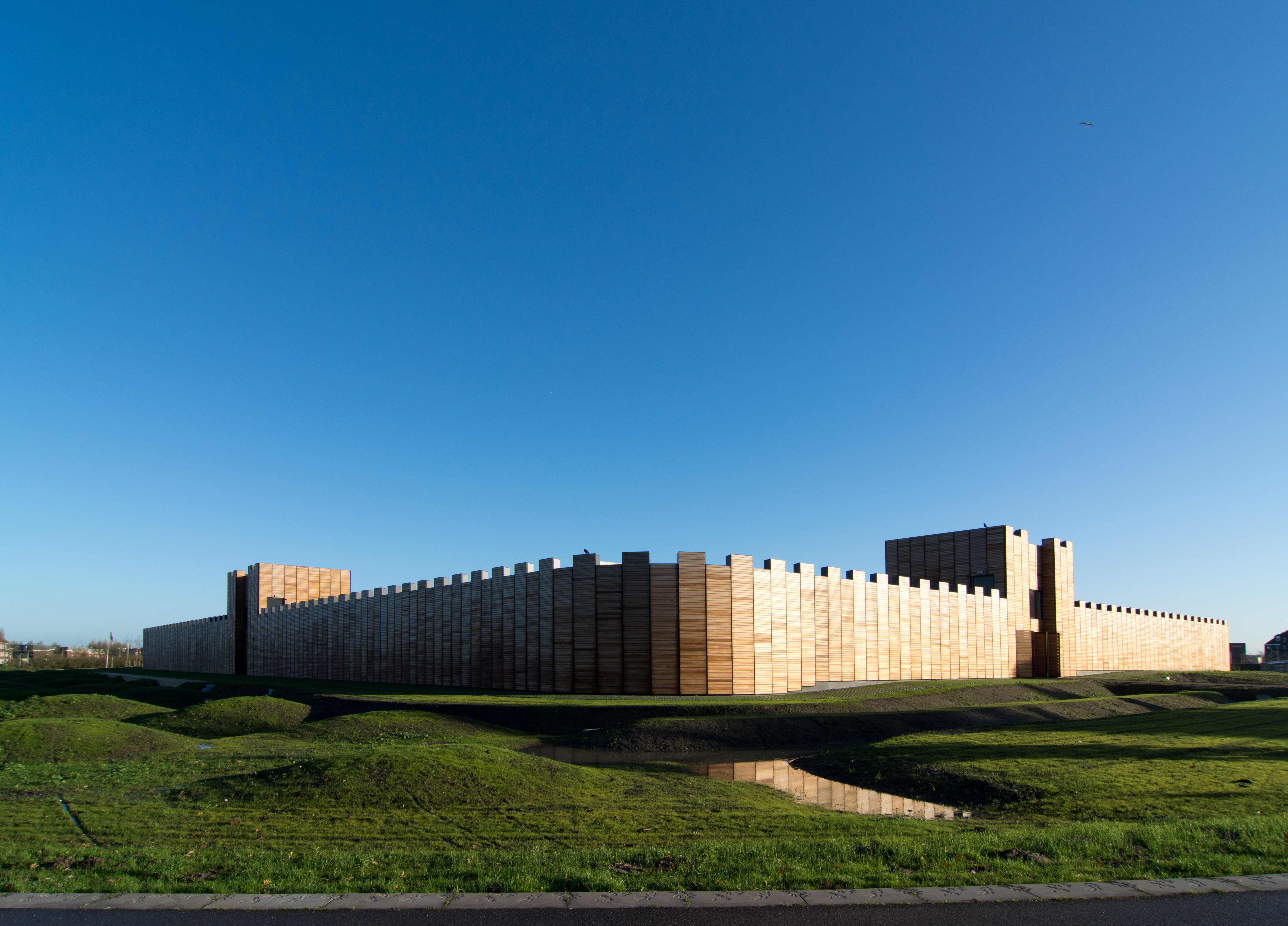
„Castellum Hoge Woerd“

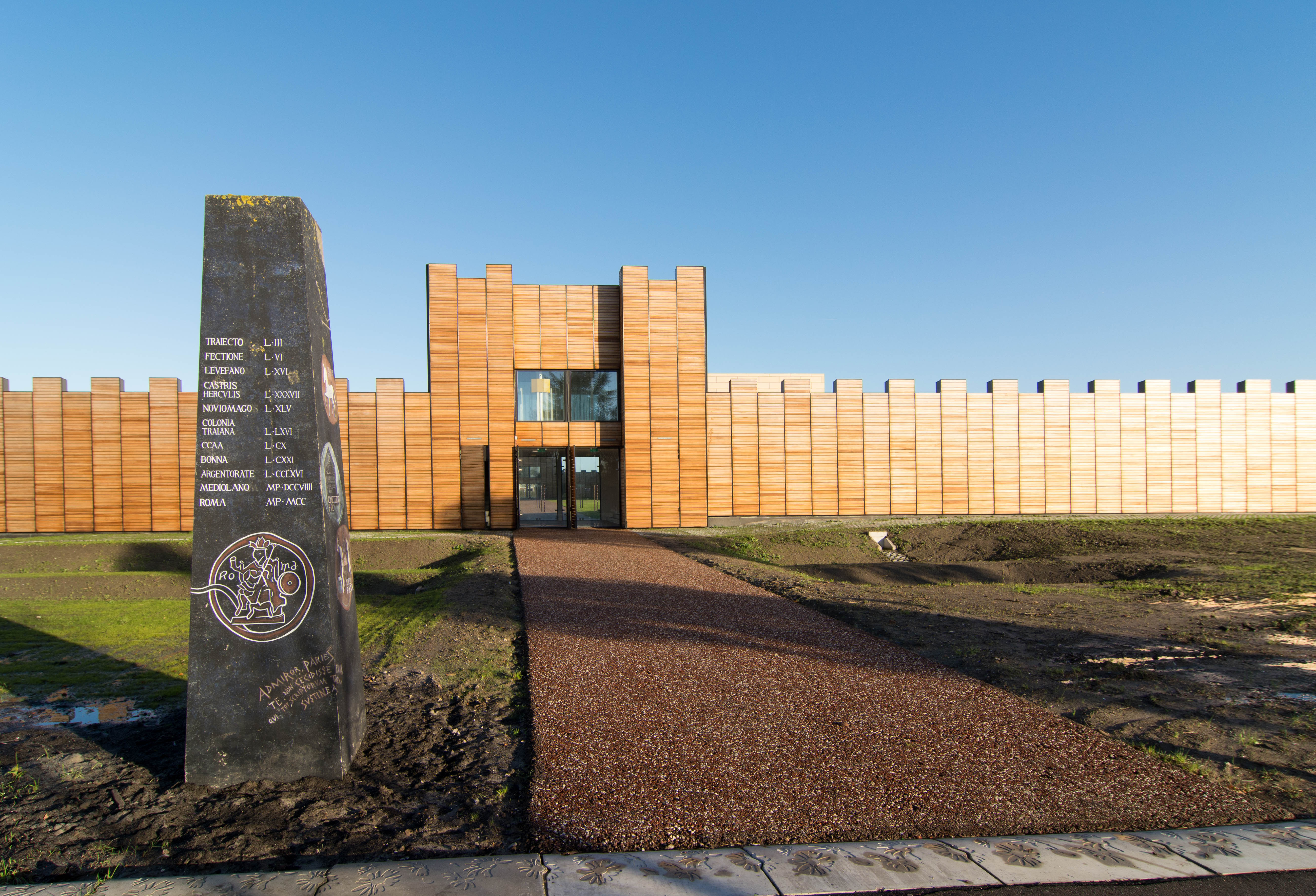
„Castellum Hoge Woerd“

Mit der Grundsteinlegung am 14. März 2014 begannen die Arbeiten zu einem Neubau des Kastells unter dem Namen „Castellum Hoge Woerd“ als kulturelles Zentrum für Bewohner und Besucher. Am 30. August 2015 wurde das Castellum eröffnet. Träger ist die Gemeinde Utrecht in Kooperation mit der Historischen Vereinigung Vleuten-De Meern-Haarzuilens. Die moderne, das Bodendenkmal nicht belastende Bauweise ahmt das Aussehen der römischen Kaserne in stark abstrahierender Form nach. Die Anlage umfasst die gesamte Fläche des ehemaligen Kastells. Sie enthält unter anderem ein archäologisches Museum mit römischen Funden und einer permanenten Ausstellung der „De Meern 1“, ein kleines Theater mit 260 Plätzen und eine gastronomische Einrichtung.

## Denkmalschutz
Der Bereich des ehemaligen Kastells und heutigen Bodendenkmals ist als eingetragenes Rijksmonument mit der Nummer 46097 auf Grundlage des monumentenwet (Denkmalschutzgesetz) von 1988 unter besonderen Schutz gestellt.
Ferner wurden in diesem Bereich folgende Befunde als Rijksmonumente geschützt:
- Rijksmonument 46101,[50] Vleuten Ridderhofstad Nieveld, Teil der Limesstraße
- Rijksmonument 493578,[51] De Meern, Spuren militärischer, römischer Besiedlung
- Rijksmonument 531048,[52] 't Zand/Groot Zandveld, Wachturm und Siedlungsspuren

- Rijksmonument 531057,[53] Veldhuizen, De Balije in De Meern, Vleuten, römisches Ensemble mit Infrastruktur (Trasse des römischen Limeswegs, Kaianlage), dem Schiffswrack de Meern 4 und Resten eines Wachturms
- Rijksmonument 531058,[54] Prinses Amaliapark, Siedlung der späten Eisenzeit/Römischen Zeit (Vicus) und mittelalterliche Reste[55]

## Reihen, Periodika
- Basisrapportages Archeologie der Gemeente Utecht, Afdeling Erfgoed, 2004ff., alle Ausgaben sind als pdf abrufbar
- Archeologische Kronieken van Provincie Utrecht, 1970–2005, alle Ausgaben sind als pdf abrufbar